# Paragone

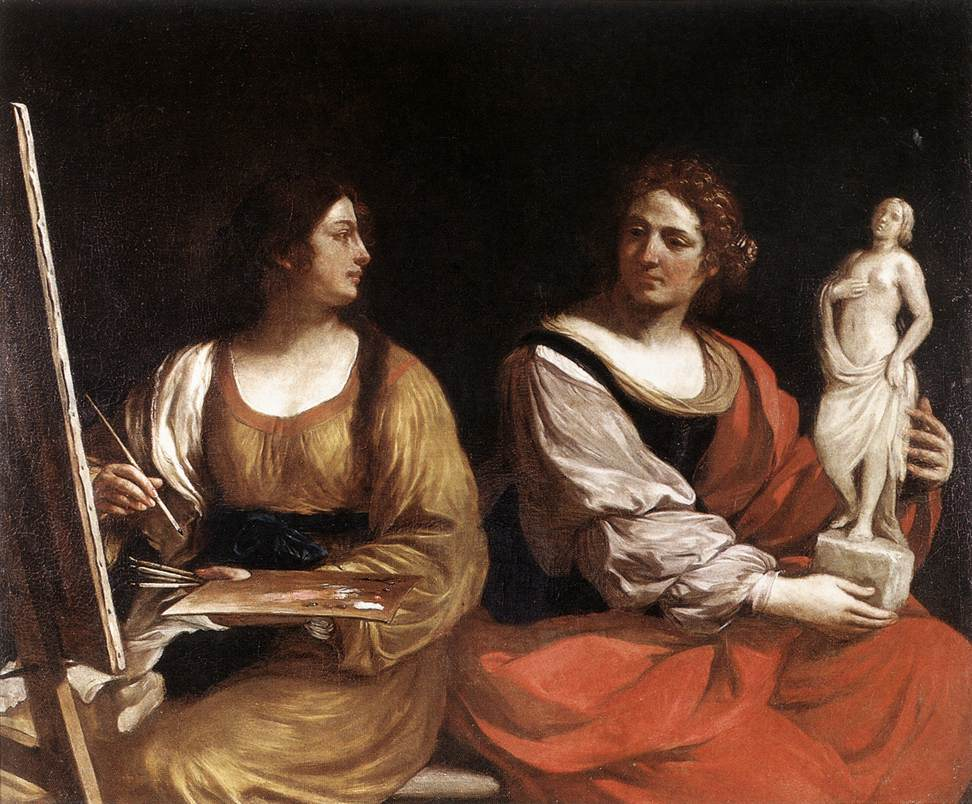
Guercino: Al·legoria de la Pintura i de l'Escultura, 1637

En la història de l'art, Paragone («comparació») és un terme italià usat per a descriure el debat durant el Renaixement, el manierisme i els inicis del Barroc, sobre quina de les arts era major, en què es tractava de decidir quina era la primera entre les arts visuals.

## Història
La rivalitat entre les arts era tema antic, i durant l'edat mitjana es va produir molta literatura sobre el tema. En principi el conflicte va estar enfrontat a les arts visuals, tècniques mecàniques considerades simples, i les arts intel·lectuals, com la poesia i la música, que s'associava al món de la raó i la tradició grega de prestigi i que havien estat honrades amb Muses de protecció, mentre que cap de les arts visuals va ser protegida per una deïtat.
Aquesta inferioritat de les arts visuals es va convertir en dramàtica al Renaixement, temporada en què els artistes, després d'haver adquirit un ampli coneixement sobre la natura, la perspectiva i l'anatomia, que va prestar a l'art de l'època la natura racional i quasi científica, estaven tractant de desfer-se d'estat de simples artesans per passar a l'equivalència d'intel·lectuals, també es basaven en l'antiga associació de les arts visuals amb la retòrica, la creació d'un repertori formal en gran part derivada de motius literaris i amb un caràcter essencialment narratiu. Hi va haver una referència respectable d'Horace, el concepte del qual pictura ut poesis «com és la pintura, també és la poesia», va donar més pes a les demandes dels artistes i als vinculats a través de la retòrica poètica, la creativitat apol·línia.

### Tractats i debats

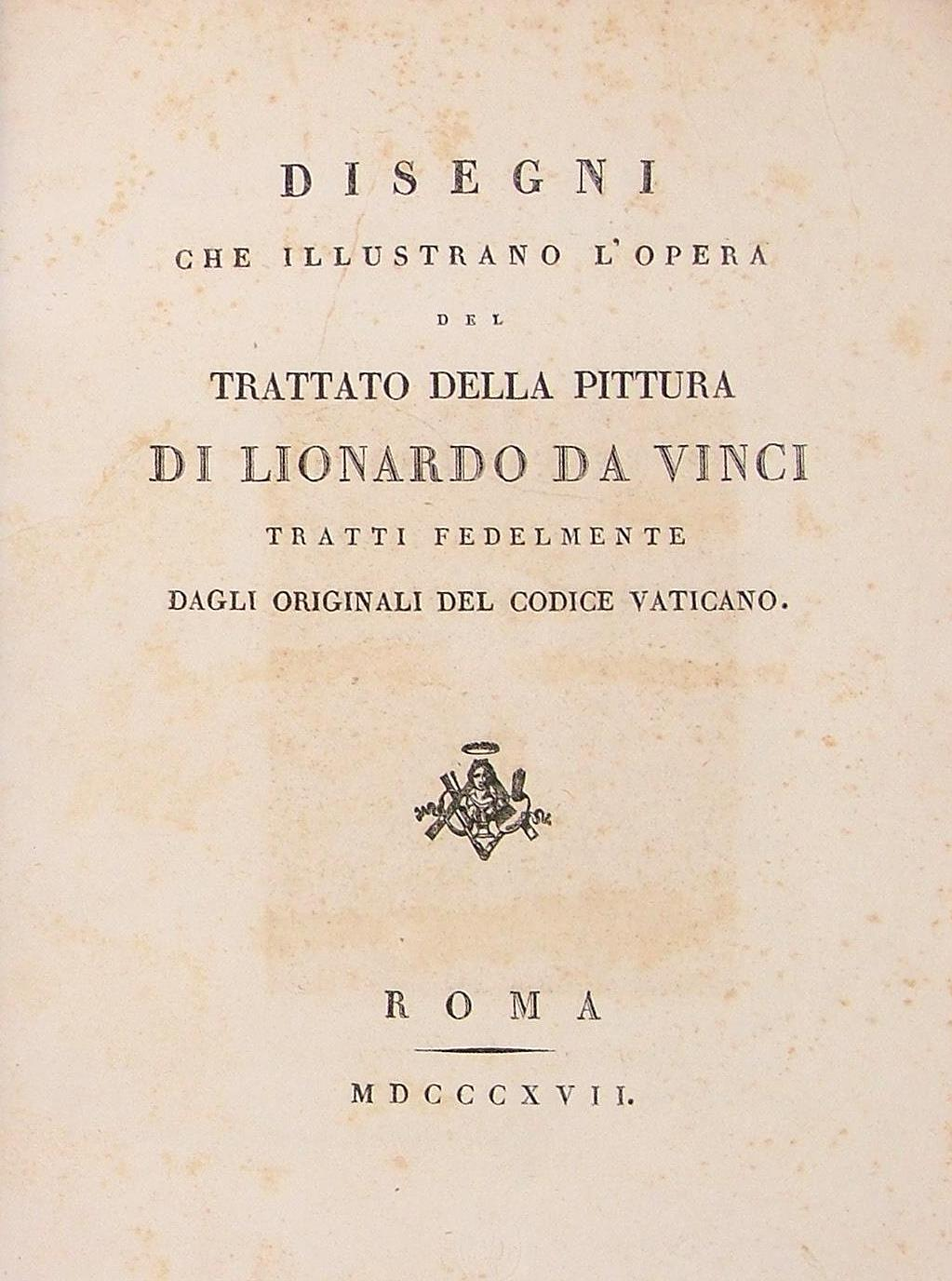
Trattato della pittura, edició de Roma de l'any 1817.

Leonardo da Vinci va exposar el tema amb una gran quantitat d'arguments al seu Tractat sobre la Pintura, on va definir les principals línies constituents del paragone centrat en la comparació entre la pintura i l'escultura. Va establir a l'art en general com una germana de la ciència, i va especificar la seva anàlisi, va declarar que no trobava diferències essencials entre la pintura i l'escultura, però després va passar a dir que l'obra del pintor era més neta, complexa, completa i intel·lectual, ja que la de l'escultor era més bruta, simple, limitada i manual. A més a més va considerar la imitació de la natura d'una forma més formosa i emocionant que la produïda per l'escultura, que imitava servilment els volums que la natura presenta i, per tant, no requeria un gran esforç de preparació mental, com la il·lusió pictòrica o un profund coneixement de la matemàtica i la perspectiva, associant-la amb la pintura de les arts liberals. També va defensar la pintura contra la poesia i la música, indicant que l'art només pot excitar a l'espectador a través dels sentits, i entre tots ells els de la visió que li dona accés més a l'ànima. Encara que els seus escrits no van ser impresos, les seves idees van ser divulgades per Castiglione, que les va comentar en el seu El Cortesà.
El debat va assolir el seu primer punt més alt en la meitat del segle xvi, es va convertir en un tema dominant a la crítica d'art manierista, quan el poeta Benedetto Varchi el 1547 va donar dues conferències a l'Acadèmia d'Arts de Disseny de Florència, que després va imprimir i va divulgar amb gran publicitat. En la primera conferència Varchi va proposar que la idea o el concepte era superior a la realització material, posant en relleu el paper central que la retòrica assumia a les arts visuals. En segon lloc, va convidar notables artistes a donar les seves opinions, tres pintors -Pontormo, Bronzino i Vasari-, i tres escultors -Cellini, Tribolo i Michelangelo- van servir com a àrbitres, encara que la seva preferència per l'escultura estava clarament influïda per l'enorme prestigi que tenia Michelangelo considerat com un geni incomparable pels seus contemporanis.
La pregunta sobre quina de les arts millor podria representar la natura, d'altra banda, ha estat de gran importància per a la crítica en la definició de les característiques de cada art, però cada una d'elles, al mateix temps, va passar a cercar una expansió del seu potencial, imitant els efectes propis d'altres categories. Com a exemple, va desenvolupar la tècnica de la pintura trompe l'oeil, una gran il·lusió tridimensional, l'escultura va cercar els efectes de llum i ombra característics de la pintura i la poesia es va impregnar d'imatges pictòriques i escenogràfiques, a la recerca de donar forma visual a les descripcions verbals. També des d'un punt de moral, ja que per a ells la imitació artística de la natura havia d'ésser fidel i capaç de transmetre el coneixement veritable. Això va generar una altra disputa sobre quina seria la millor font de coneixement, aquesta vegada entre l'art i la natura mateixa, ja que, com a resultat de la intel·ligència humana, i creient-se l'home creat a imatge de Déu, l'art estaria més a prop de la idealització divina del que es manifesta a la natura, que tenia defectes obvis, irregularitats i limitacions. A més a més, l'artista podia transcendir la natura i crear coses noves, el que la natura, la concepció estàtica de l'univers en aquest moment, no ésser capaç de fer-ho.

## Actualitat
El tema del parangone, amb les seves diverses branques, través dels segles, va produir una gran quantitat de literatura i va inspirar molts artistes i corrents estètics sense que cap de les parts hagi aconseguit assegurar la seva supremacia. Encara que el terme original és rarament aplicat a les arts contemporànies i continua pertanyent més a un tòpic de la història de l'art, el problema continua sense resoldre's fins al dia d'avui. Molts artistes continuen mostrant un gran interès per transcendir els límits de cada modalitat d'art, mentre que d'altres defensen per la fixació dels límits que no haurien de superar-se, altrament es desestabilitzen els gèneres, falsificant i privant de donar-los el seu enfocament i la seva força característica, i d'altres es preocupen de com l'art hauria d'imitar la natura, amb la repetició o variació d'arguments fets fa molt de temps i incorporant a la discussió les noves arts i disciplines del coneixement que van apareixent.